# Hauptmikrofon
Das Hauptmikrofon, genauer das Hauptmikrofonsystem, ist eine Mikrofonanordnung bei der Stereofonie oder beim Raumklang, die zur Tonaufnahme eines gesamten größeren Klangkörpers, wie zum Beispiel eines Orchesters verwendet wird, während im Gegensatz dazu ein Stützmikrofon nur Teile der Anordnung aufnimmt, z. B. eine einzelne Instrumentengruppe. Mit dem Hauptmikrofonsystem werden die Lautsprechersignale mit dem größten Einfluss auf die Hörwirkung aufgenommen. Dazu werden je nach Mikrofonsystem unterschiedliche Interchannel-Pegeldifferenzen und Interchannel-Laufzeitdifferenzen eingebracht.
Aufnahmen ausgedehnter Schallquellen, wie zum Beispiel Sinfonieorchester mit Chor und Gesangssolisten, stellen aufnahmetechnisch hohe Anforderungen hinsichtlich der Erzeugung von überzeugender Durchsichtigkeit, guter und eindeutiger Lokalisation (Richtungsauflösung) und der zu übermittelnden Raumillusion. Um ein solches Klangbild für den Hörer verwirklichen zu können, ist es insbesondere bei Räumen mit schlechter Hörsamkeit oft erforderlich, aufnahmeseitig mehrere Hauptmikrofone einzusetzen oder neben dem Hauptmikrofon mehrere Stützmikrofone zu verwenden.
Die bekanntesten Hauptmikrofonanordnungen sind das ORTF-Stereosystem, der Decca-Tree, sowie die Blumlein-Anordnung mit zwei 90° gekreuzten Achtermikrofonen. Aber auch AB-Laufzeitstereofonie jeglicher Art, unterschiedliche Äquivalenzstereofonie und Intensitätsstereofonie mit Koinzidenzmikrofonen bei unterschiedlichen Achsenwinkeln und Richtcharakteristiken sind üblich. Die erzeugten Pegelunterschiede folgen dem Abstandsgesetz mit 1/r.
Das puristische (audiophile) Ideal „nur zwei Mikrofone“ kann selten den vielschichtigen Anforderungen einer Tonaufnahme mit vielen Instrumenten gerecht werden. Aber egal wie viele Mikrofone verwendet werden: Wenn sich ein natürlicher Klangeindruck einstellt, dann ist die Frage nach dem Zustandekommen des „Lifehaftigen“ eher zweitrangig.
Aufnahmen mit nur einem Hauptmikrofonsystem werden oft werbewirksam mit „One-Point-Stereosystem“ bezeichnet, selbst wenn dabei eine AB-Laufzeitanordnung verwendet wurde.
Die jeweiligen „unsichtbaren“ Aufnahmebereiche der Mikrofonanordnungen mit zwei Mikrofonen lassen sich berechnen.